# Condado de Richland (Illinois)
El condado de Richland es un condado estadounidense, situado en el estado de Illinois. Según el censo de los Estados Unidos del 2000, la población es de 16 149 habitantes. La cabecera del condado es Olney.

## Geografía
Según la Oficina del Censo de los Estados Unidos, el condado tiene un área total de 938 km² (362 millas²). De éstas 932 km² (360 mi²) son de tierra y 5 km² (2 mi²) son de agua. 

### Colindancias
- Condado de Jasper - norte
- Condado de Crawford - noreste
- Condado de Lawrence - este
- Condado de Wabash - sureste
- Condado de Edwards - sur
- Condado de Wayne - suroeste
- Condado de Clay - oeste

## Historia
El Condado de Richland se separó del Condado de Edwards el 24 de febrero de 1841. Su nombre es en honor del Condado de Richland en Ohio, el cual tiene el mismo nombre.

## Demografía
Según el censo del año 2000, hay 16 149 personas, 6660 cabezas de familia, y 4535 familias que residen en el condado. La densidad de población es de 17 hab/km² (45 hab/mi²). La composición racial tiene:
- 98.16% Blancos (No Hispanos)
- 0.77% Hispanos (Todos los tipos)
- 0.29% Negros o Negros Americanos (No Hispanos)
- 0.22% Otras razas (No Hispanos)
- 0.57% Asiáticos (No Hispanos)
- 0.59% Mestizos (No Hispanos)
- 0.12% Nativos Americanos (No Hispanos)
- 0.04% Isleños (No Hispanos)

Hay 6660 cabezas de familia, de los cuales el 31% tienen menores de 18 años viviendo con ellos, el 55.80% son parejas casadas viviendo juntas, el 8.80% son mujeres que forman una familia monoparental (sin cónyuge), y 31.90% no son familias. El tamaño promedio de una familia es de 2.4 miembros.
En el condado el 25% de la población tiene menos de 18 años, el 8.30% tiene de 18 a 24 años, el 26.60% tiene de 25 a 44, el 23.00% de 45 a 64, y el 17.60% son mayores de 65 años. La edad media es de 39 años. Por cada 100 mujeres hay 93.3 hombres. Por cada 100 mujeres mayores de 18 años hay 89.8 hombres.
Tabla de la evolución demográfica:
|       | 1900   | 1910   | 1920   | 1930   | 1940   | 1950   | 1960   | 1970   | 1980   | 1990   | 2000   |
| ----- | ------ | ------ | ------ | ------ | ------ | ------ | ------ | ------ | ------ | ------ | ------ |
| TOTAL | 16 391 | 15 970 | 14 044 | 14 053 | 17 137 | 16 889 | 16 299 | 16 829 | 17 587 | 16 545 | 16 149 |

## Economía
Los ingresos medios de un cabeza de familia el condado es de $31 185, y el ingreso medio familiar es $40 000.00 Los hombres tienen unos ingresos medios de $28 955 frente a $19 693 de las mujeres. El ingreso per cápita del condado es de $16 847.00 El 12.90% de la población y el 9.80% de las familias están debajo de la línea de pobreza. Del total de gente en esta situación, 16.60% tienen menos de 18 y el 7.00% tienen 65 años o más.

## Ciudades y pueblos
| - Calhoun - Claremont - Noble - Olney - Parkersburg |

### Lugares designados por el censo
| - Berryville - Dundas - Orchard Heights - Wynoose |

## Sitios de interés
| - Lago Montclare - Big Creek Woods Memorial Nature Preserve - Parque Bower - Parque Gassmann - Elliott Street Historic District | - Jones Ditch - Bonpas Townhall - Librería pública de Carnegie - Decker Townhall - Librería pública de Olney | - Onion Hill - Cementerio de Mount Pleasant - Cementerio Blain - Lago McCarthy - Lago Millers | - Lago Nix - Lago Olney - Lago Vernor - Lago Jordan |